# Seleção de São Pedro e Miquelão de Futebol
A Seleção de São Pedro e Miquelão de Futebol representa São Pedro e Miquelão, um território francês localizado na costa do Canadá.
Como não é filiado à FIFA nem à CONCACAF, São Pedro não pode disputar Eliminatórias de Copa do Mundo, Copa Ouro ou Liga das Nações da CONCACAF.

## História
O primeiro jogo na história desta seleção foi realizada no dia 3 de fevereiro de 1958, contra uma equipe de marinheiros franceses.
Em 21 de junho de 1997, Saint-Pierre disputa uma partida contra uma seleção de ex-jogadores franceses, liderados por Michel Platini (que completaria 42 anos no mesmo dia), e perderam por 5 a 4, diante de um público recorde de 1.400 espectadores - um quarto da população do território.
A única vitória de Saint-Pierre foi contra Belize, por convincentes 3 a 0, em plena Belize City.
O jogador mais famoso do território é Dave Fallus, que teve uma rápida passagem por empréstimo pelo Swansea City na temporada 2003-2004.
Em 2008, a Federação Francesa de Futebol (FFF) e a Liga de Futebol de São Pedro e Miquelão (LFSPM), criaram a Coupe de l'Outre-Mer, com a participação de equipes de departamentos ultramarinos da França. A seleção de São Pedro e Miquelão pode, portanto, participar nesta competição, mas não teve tempo para atuar na primeira edição de 2008.
Em outubro de 2019, foi anunciado que Saint-Pierre pleitearia sua adesão à CONCACAF, com a construção de um estádio que atenda as especificações oficiais..

## A primeira partida oficial
O dia 22 de setembro de 2010 entrou para a história da Seleção de St. Pierre. A equipe recebeu a Seleção de Reunião, na cidade de Saint-Gratien.
Os reunionenses venceram por 11 a 0, mas a partida teve um marco histórico para os jogadores de St. Pierre.

## Filiação à CONCACAF
Ao contrário da maioria das outras equipes que representam territórios franceses no Hemisfério Ocidental, São Pedro e Miquelão não é membro da CONCACAF e, portanto, não participa de competições como a Copa Ouro e a Liga das Nações. No entanto, em outubro de 2019, o território anunciou a intenção de construir um local adequado e aderir à organização. Esperava-se que se tornasse membro em setembro de 2022, porém, não aderiu. Um pedido oficial à CONCACAF já havia sido enviado em outubro de 2019. O presidente da Liga, Herve Huet, deveria se reunir com o presidente da CONCACAF, Victor Montagliani, em maio de 2020.

## Elenco
Jogadores convocados para a Coupe de l'Outre-Mer de 2012.
| 1  | GR | Olivier Morel         | 21 de novembro de 1984 (40 anos) | 1 | 0 | AS Miquelonnaise    |  |  |
| 16 | GR | Simon Hebditch        | 5 de agosto de 1993 (31 anos)    | 3 | 0 | AS Saint-Pierraise  |  |  |
|    |    |                       |                                  |   |   |                     |  |  |
| 2  | D  | Rémi Audouze          | 9 de novembro de 1993 (31 anos)  | 4 | 0 | AS Ilienne Amateurs |  |  |
| 3  | D  | Gary Urdanabia        | 1 de setembro de 1983 (41 anos)  | 3 | 0 | AS Ilienne Amateurs |  |  |
| 4  | D  | Ivan dos Santos       | 7 de novembro de 1988 (36 anos)  | 3 | 0 | AS Miquelonnaise    |  |  |
| 14 | D  | Jean-Baptiste Borotra | 2 de fevereiro de 1994 (31 anos) | 2 | 0 | AS Saint-Pierraise  |  |  |
| 15 | D  | Kevin Mathiaud        | 14 de abril de 1990 (34 anos)    | 2 | 1 | AS Miquelonnaise    |  |  |
|    |    |                       |                                  |   |   |                     |  |  |
| 6  | M  | Matthieu Demontreux   | 23 de outubro de 1992 (32 anos)  | 4 | 1 | AS Saint-Pierraise  |  |  |
| 7  | M  | Xavier Delamaire      | 5 de junho de 1985 (39 anos)     | 4 | 1 | AS Ilienne Amateurs |  |  |
| 8  | M  | Maxime Gautier        | 1 de setembro de 1990 (34 anos)  | 4 | 0 | AS Ilienne Amateurs |  |  |
| 5  | M  | Tristan Girardin      | 18 de outubro de 1995 (29 anos)  | 3 | 0 | AS Saint-Pierraise  |  |  |
| 11 | M  | Nicolas Lemaine       | 7 de maio de 1995 (29 anos)      | 3 | 0 | AS Miquelonnaise    |  |  |
| 13 | M  | Aymeric Tillard       | 22 de dezembro de 1988 (36 anos) | 3 | 0 | AS Ilienne Amateurs |  |  |
|    |    |                       |                                  |   |   |                     |  |  |
| 9  | A  | Mickaël Lucas         | 4 de julho de 1984 (40 anos)     | 3 | 0 | AS Miquelonnaise    |  |  |
| 10 | A  | Olivier Blanchet      | 2 de maio de 1992 (32 anos)      | 3 | 0 | AS Ilienne Amateurs |  |  |
| 12 | A  | Martin Disnard        | 1 de fevereiro de 1994 (31 anos) | 3 | 0 | AS Ilienne Amateurs |  |  |
| 17 | A  | Guillaume Revert      | 1 de dezembro de 1994 (30 anos)  |   |   | AS Ilienne Amateurs |  |  |

## Principais jogadores
- Xavier Delamaire
- Dave Fallus
- Kevin Mathiaud
- Yannis Bègue
- Rémi Audouze
- Maxime Gautier
- Matthieu Demontreux
- Simon Hebditch